# Ken Done
Ken Done (29 giugno 1940) è un artista australiano, noto per il suo lavoro nel campo del design.
È specializzato in immagini del paesaggio australiano, messe in commercio sotto il marchio "Done Design" come decorazioni per linee d'abbigliamento e prodotti per la casa.

## Galleria d'immagini

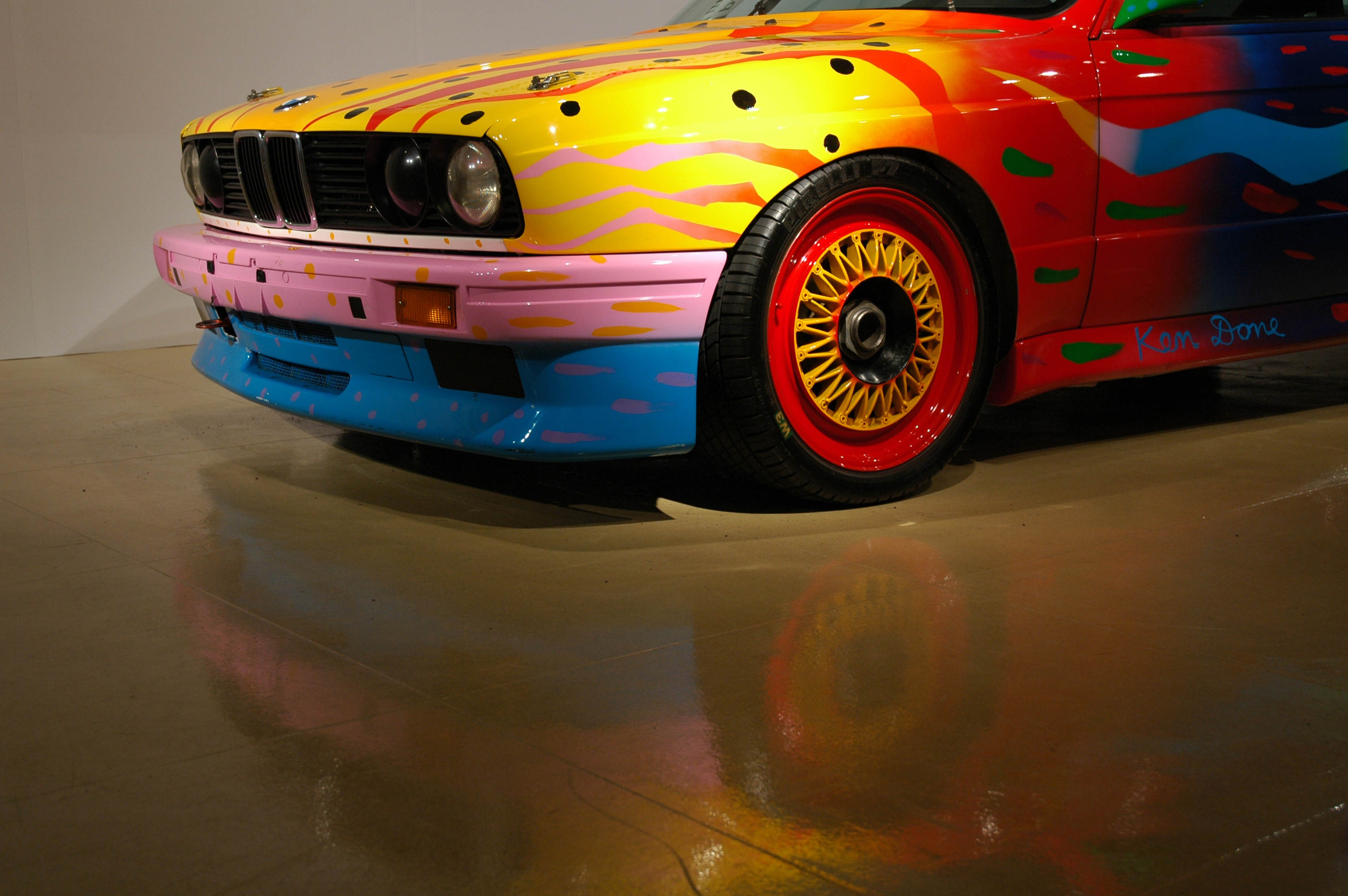
BMW M3 Art Car